# Małe Końskie (wieś)
Małe Końskie – wieś w Polsce, położona w województwie łódzkim, w powiecie opoczyńskim, w gminie Mniszków.
W latach 1975–1998 miejscowość administracyjnie należała do województwa piotrkowskiego.
Wierni Kościoła rzymskokatolickiego należą do parafii Narodzenia NMP i św. Mikołaja w Błogich Szlacheckich.

## Miejscowości o nazwie Małe Końskie w gminie Mniszków
W gminie Mniszków istnieją trzy miejscowości podstawowe o nazwie Małe Końskie, w tym 1 wieś i 2 osady leśne. Niniejszy artykuł dotyczy wsi Małe Końskie, która posiada identyfikator SIMC 0546035. Pierwsza osada leśna Małe Końskie posiada identyfikator SIMC 0546058. Druga osada leśna Małe Końskie posiada identyfikator SIMC 0546064.